# Île-de-Sein
Île-de-Sein (bret. Enez-Sun) – miejscowość i gmina we Francji, w regionie Bretania, w departamencie Finistère.
Według danych na rok 1990 gminę zamieszkiwało 348 osób, a gęstość zaludnienia wynosiła 580 osób/km² (wśród 1269 gmin Bretanii Île-de-Sein plasuje się na 920. miejscu pod względem liczby ludności, natomiast pod względem powierzchni na miejscu 1108.).